# Kōkūtai Chitose
Le kōkūtai Chitose (千歳海軍航空隊, Chitose kaigun kōkūtai) est un groupe d'aviation (kōkūtai) du service aérien de la Marine impériale japonaise pendant la Seconde Guerre mondiale.
Comme son nom l'indique, le kōkūtai Chitose est formé sur la base aérienne de Chitose, le 1er octobre 1939 comme une unité mixte mélangeant bombardiers et avions de chasse. Peu avant le début de la guerre du Pacifique, le kōkūtai est posté dans les îles Marshall et va y rester jusqu'à sa dissolution définitive le 1er décembre 1942. L'unité va rester globalement à l'écart des combats (à l'exception de quelques interceptions de raids de porte-avions américains) et servir d'unité de seconde ligne permettant d'entraîner les jeunes pilotes.

## Historique

### Formation
Le kōkūtai Chitose est formé le 1er octobre 1939 sur la base aérienne de Chitose sur Hokkaidō dans le nord du Japon. Il s'agit alors d'une unité de bombardiers, que viennent ensuite renforcer un groupe de chasseurs sous les ordres du capitaine de corvette (海軍少佐 (Kaigun-shōsa)) Kiyoji Sakakibara. Le kōkūtai ne prend aucune part aux opérations de la seconde guerre sino-japonaise mais continue l'entraînement de ses effectifs.
En janvier 1941 (le 15 ou le 25), le kōkūtai Chitose est intégré à la 24e flottille aérienne (en) dépendant de la 4e flotte de la Marine impériale. Entre juin et août 1941, le kōkūtai au complet s'entraîne à Saipan, dans l’archipel des îles Mariannes. En octobre, le groupe se disperse : 36 chasseurs Mitsubishi A5M sont envoyés sur l'île de Roi-Namur, à plus de 2400km à l'est de Saipan. Un mois plus tard, un groupe de 12 chasseurs et un chūtai (9 avions) de Mitsubishi G3M gagne Taroa (en), une île de moins de 2km2 occupée intégralement par une base aérienne, à l'est des îles Marshall.

### Activités dans la guerre du Pacifique
Le 8 décembre 1941, le lendemain de l'attaque de Pearl Harbor, la totalité des bombardiers du kōkūtai Chitose sont rassemblés sur Roi-Namur pour attaquer la garnison américaine de l'atoll de Wake, 1100km au nord. Les raids de bombardiers sont quotidiens jusqu'à la capture de l'atoll le 23 décembre 1941. Toutefois, les chasseurs du kōkūtai n'ont pas un rayon d'action suffisant pour accompagner les bombardiers et sont donc cantonnés à des missions de défense aérienne de Taroa et Roi-Namur. Un petit détachement de 7 chasseurs est également envoyé dans les îles Truk pour y mener des patrouilles à partir du 11 décembre. Avant cela, les pilotes et le personnel au sol n'ont pas d'avions : ils sont acheminés par le transport d'hydravions Kamoi en pièces détachées et doivent être assemblés sur place.

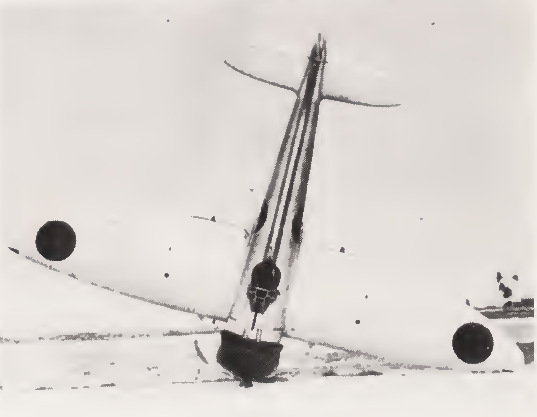
Un Mitsubishi A5M du kōkūtai Chitose après un accident d'atterrissage sur Roi-Namur à la fin de l'année 1941.

Le 23 janvier 1942, le détachement de Truk reçoit l'ordre de gagner Rabaul (récemment capturée par les forces japonaises). Rabaul étant situé au-delà du rayon d'action des chasseurs, ces derniers doivent faire étape sur un porte-avions pour se ravitailler. Mais la plupart des pilotes ne disposent pas de l'expérience suffisante pour apponter, et les avions sont donc exceptionnellement pilotés par les effectifs des porte-avions Zuikaku et Shōkaku le 25 janvier. Le lendemain, les pilotes du kōkūtai Chitose reprennent leurs appareils pour terminer le voyage, mais doivent rebrousser chemin en raison d'une météo difficile. Sans aide cette fois, tous les pilotes, même inexpérimentés, réussissent à apponter indemnes. Le 27 janvier, le détachement de Truk gagne enfin Kavieng, puis Rabaul le 31. Là, le détachement est fusionné avec d'autres groupes pour former le 4e kōkūtai, chargé de la défense aérienne de Rabaul.
Les forces principales du kōkūtai Chitose restent toutefois dans les îles Marshall, avec 18 chasseurs sur Roi-Namur et 15 sur Taroa (les effectifs de bombardiers ne sont pas mentionnés par l'historiographie existante, qui se concentre exclusivement sur l'aviation de chasse). Ces deux garnisons subissent leur baptême du feu le 1er février 1942, lorsqu'ils subissent une attaque conjointe des task forces des amiraux Halsey et Fletcher. Les avions embarqués de l'USS Enterprise ciblent Roi-Namur, Kwajalein et Taroa, tandis que ceux de l'USS Yorktown frappent Jaluit, Makin et Mili. Au-dessus de Roi-Namur, 12 pilotes japonais revendiquent 5 victoires, tandis qu'au dessus de Taroa les 22 défenseurs (chasseurs et bombardiers confondus) abattent 12 appareils américains. Le kōkūtai Chitose ne subit donc aucune perte ; en revanche, les installations au sol et les navires stationnés sur ces îles subissent d'importants dégâts.

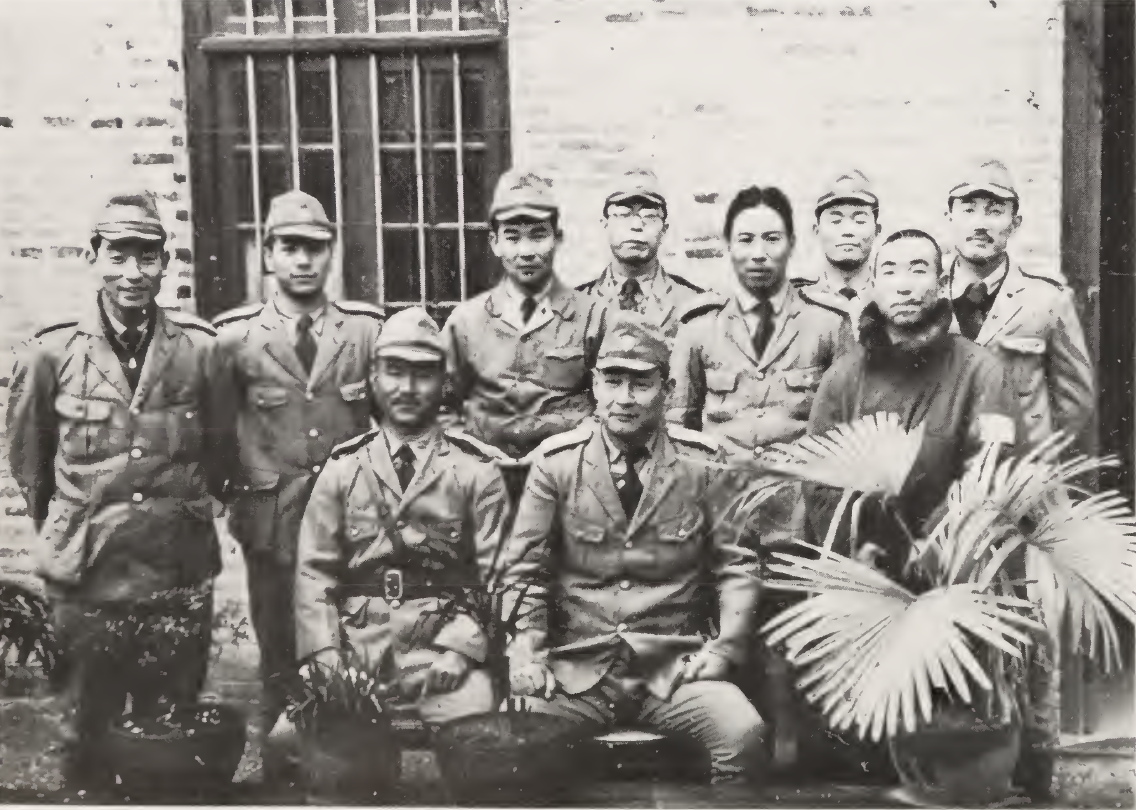
Photo de groupe montrant, le hikōtaichō du kōkūtai Chitose (debout, 5e à partir de la gauche).

En mars 1942, le détachement de Taroa se déplace sur l'atoll de Wake tandis que le kōkūtai Chitose commence à remplacer ses Mitsubishi A5M vieillissants par des A6M plus modernes. En avril cependant, il est loin de ses effectifs théoriques de 36 chasseurs : il ne dispose que de 9 A6M et de 19 A5M, soit 28 appareils répartis également entre Roi-Namur et Wake. Avec l'intensification des combats aériens dans la zone du Pacifique sud-est, les pilotes expérimentés du kōkūtai Chitose sont graduellement prélevés pour renforcer des unités ou en créer d'autres. L'élément de chasse du groupe devient donc à partir de mai 1942 une unité de seconde zone destinée à la formation des jeunes pilotes, stationnée dans une région globalement éloignée des combats. A la fin du mois d'octobre, les bombardiers du kōkūtai Chitose sont envoyés à Rabaul, laissant les chasseurs dans les îles Marshall. Mais ils sont toutefois presque complètement anéantis en moins d'un mois dans les violents combats au-dessus de la Nouvelle-Guinée et les pilotes et équipages survivants sont donc renvoyés au Japon. Les chasseurs et le personnel restants, dernier élément du kōkūtai Chitose forment brièvement le 703e kōkūtai le 1er novembre 1942 avant d'être finalement amalgamé le 1er décembre 1942 avec les chasseurs en sous-effectifs du 1er kōkūtai pour former le 201e kōkūtai,.

## Commandants
Un kōkūtai est divisé en plusieurs niveaux de commandement. Le terme lui-même désigne à la fois l'unité aérienne mais aussi son personnel au sol et la base aérienne qui l'abrite. Cet ensemble est commandé par un Shirei. Le personnel navigant forme quant à lui un groupe désigné sous le nom d'Hikōtai et commandé par un hikōtaichō (en), qui mène les pilotes au combat (sans nécessairement être lui-même pilote, le hikōtaichō pouvant être dans le siège de l'observateur).
- Shirei[5]
  1. Capitaine de vaisseau Teizō Matsuo (松尾提蔵, Matsuo Teizō?) : 1er octobre 1939-29 juin 1940
  2. Capitaine de vaisseau Kaoru Umetani (梅谷　薫, Umetani Kaoru?) : 6 juillet 1940-15 septembre 1941
  3. Capitaine de vaisseau Fujiro Ōhashi (大橋富士郎, Ōhashi Fujiro?) : 15 septembre 1941-1er novembre 1942
- Hikōtaichō
  1. Capitaine de corvette Kiyoji Sakakibara (榊原喜与二, Sakakibara Kiyoji?): 15 novembre 1940-1er septembre 1941
  2. Capitaine de corvette Chikamasa Igarashi (五十嵐周正, Igarashi Chikamasa?) : 1er septembre 1941-1er avril 1942
  3. Lieutenant de vaisseau Yoshitami Komatsu (小松良民, Komatsu Yoshitami?) : 1er avril 1942-1er novembre 1942